# Mathieu Turgeon
Mathieu Turgeon (ur. 2 sierpnia 1979 w Pointe-Claire) – kanadyjski gimnastyk specjalizujący się w skokach na trampolinie.
Na Letnich Igrzyskach Olimpijskich, które odbyły się w 2000 roku w Sydney, zdobył brązowy medal. W 2004 roku zakwalifikował się na igrzyska, lecz nie udało mu się przejść do finału. W 2007 roku zakończył swoją karierę, obecnie zajmuje się chiropraktyką. Od 22 grudnia 2007 ma żonę, Karen Cockburn.